# N365 (België)
De N365 is een gewestweg in België tussen Sint-Elooi (N336) en de Franse grens bij Le Bizet. De weg heeft een lengte van ongeveer 12 kilometer.
De gehele weg bestaat uit twee rijstroken voor beide rijrichtingen samen.

## Plaatsen langs N365
- Sint-Elooi
- Wijtschate
- Mesen
- Ploegsteert